# Puissance publique en France
 (octobre 2007).
Améliorez-le ou discutez des points à vérifier. 
Dans la doctrine juridique française, la puissance publique est un concept de droit administratif, développé par Maurice Hauriou de Toulouse, qui légitime certains droits spéciaux de la fonction publique par rapport au droit civil (dits prérogatives exorbitantes).
Maurice Hauriou, vers 1900, définit la puissance publique au sens juridique comme « une volonté qui exerce les droits administratifs au nom de la personnalité publique des administrations » (Précis de droit administratif et de droit public général).
Cette idée a rassemblé autour d'elle un groupe de spécialistes connus comme l'« école de la puissance publique » (par opposition à l'« école du service public ») selon lesquels l'administration dispose de prérogatives et de moyens de contrainte dont les particuliers n'ont pas la disposition dans leurs rapports sociaux. L'administration a ainsi le monopole de la contrainte.
Le droit civil, qui est le droit commun, n'est pas applicable à un tel « Leviathan », et il lui faut donc nécessairement des règles juridiques spécifiques. Ces règles de droit sont nécessaires, à la fois pour lui permettre d'exercer ces prérogatives, mais aussi pour la restreindre, afin d'éviter que l'administration n'abuse de ses prérogatives au préjudice des administrés.
Plus tard, cette doctrine a été remise en cause par l'École du service public, proposée par Léon Duguit (doyen de Bordeaux).
La notion de puissance publique est une notion fondamentale du droit administratif. D’une part, elle est considérée comme l’ensemble des prérogatives et avantages dont dispose l’administration afin de faire prévaloir l’intérêt général qui reste son objectif principal. D’autre part, la puissance publique est vue comme la rivale principale de la notion de services publics.

## Théorie classique de la puissance publique
Parmi les conceptions les plus anciennes de la puissance publique, celle qui se base sur le principe de « prérogatives de la puissance publique ». Dans cette conception, la puissance publique est considérée comme un instrument de contrainte détenu par l’Administration, qui exerce un pouvoir souverain sur la population.
Selon Jean Rivero la puissance publique est « la traduction au plan administratif de la réalité politique qu’est le pouvoir » (Dictionnaire de Droit Administratif).
Cette définition renvoie au pouvoir de coercition légitime exercé par l’État, et aux moyens d’action dont dispose l’administration pour arriver à ses fins.
Le but principal de la puissance publique reste la satisfaction de l’intérêt général, devant lequel l’intérêt privé cède toujours. Nul particulier n’a le droit d’imposer ses volontés à autrui contre son gré. Afin d’établir cet intérêt général la puissance publique repose sur la notion de « prérogatives de la puissance publique » qui se caractérise par le double pouvoir de l’administration d’imposer unilatéralement des obligations aux administrés, et de recourir à la force physique légitime pour les faire exécuter.
Cette théorie commença à perdre de son ampleur au XIXe siècle avec l’apparition de la notion de « services publics » et celle de « responsabilité de la puissance publique » en plus d’un ensemble d’arrêts rendus par les tribunaux de conflits.

## «Responsabilité de la puissance publique» et «Services publics»

### Responsabilité de la puissance publique
Jusqu’à la fin du XIXe siècle, le principe de la non responsabilité de la puissance publique interdisait tout droit à réparation, si une personne subissait un préjudice de la part de l’État ou de la part d’une personne publique, la victime n’avait qu’à assumer les conséquences. Ce qu'on pouvait appeler un tel État, un État de police (c'est-à-dire qui ne se soumet pas aux règles qu'il édicte). Aucune possibilité de recours n'était possible.
À la fin du XIXe, début XXe siècle cette conception de la non responsabilité de la puissance publique commença à être écartée.
En France, le 8 février 1873 le tribunal des conflits, rend une décision connue sous le nom de « l’arrêt Blanco ». Cet arrêt est considéré comme le fondement du droit administratif et de la notion de la responsabilité de la puissance publique, puisque ce fut l’un des premiers cas où l’État s’est vu obligé d’indemniser la petite « Agnès Blanco » (petite fille de cinq ans qui fut renversée et grièvement blessée par un wagonnet appartenant à la manufacture de tabac régie par l’État), après que son père eut porté plainte au sein de la juridiction judiciaire qui a tenu l’État civilement responsable des préjudices commis à l’encontre de la petite fille. Ceci marqua le début de l'affirmation de caractéristiques d'un État de droit.
Il faut signaler que le principe de responsabilité de la puissance publique, répare mais ne sanctionne pas, à moins qu’il s’agisse d’une faute personnelle au sein de l’Administration, commise par un fonctionnaire de l’État (viol, meurtre, vol…). Dans la majorité des cas, l’État n’indemnise que matériellement ses victimes, puisqu’il ne peut le faire moralement.

### Notion de services publics
Le service public est une notion-clef du Droit administratif français, plus que les autres.
On peut aborder la notion d’un point de vue matériel et un autre formel :
- Au sens matériel, le service public est toute activité destinée à satisfaire un besoin d’intérêt général et qui autant que tel, doit et ne peut être assurée et contrôlée que par l’administration et rien que l’Administration.
- Au sens formel, le service public est l’ensemble de moyens matériels et humains mis en œuvre par l’État ou autre collectivité publique, afin de pouvoir exécuter ses tâches.

Cette notion connut une grande évolution à travers les siècles. Au Moyen Âge, les services publics étaient assurés par le Seigneur qui avait le rôle de protéger ses serfs contre les invasions ennemies, en échange d’impôts perçus en nature.
À l’époque de ce qu’on appelle « l’État Gendarme », les services publics consistaient en quelques fonctions limitées, nommées les fonctions régaliennes qui sont :
- la Police ;
- la Défense nationale ;
- la Justice ;
- les finances publiques (Trésor, Monnaie, Impôts) ;
- l'administration générale et locale.

Actuellement l’État ne se limite plus à accomplir les fonctions régaliennes, il intervient dans des secteurs non marchands, qui sont des services non payant tels que : 
- l’enseignement public (Éducation nationale) ;
- la santé ;
- la sécurité sociale ;
- l’aide sociale ;
- la culture (musée ; théâtre; maisons de jeunes…).

Et des secteurs marchands : services régis par une activité commerciale mais qui peuvent être sous le contrôle de l’État ou des entreprises privées ; ex :
- transport ;
- énergie ;
- eau potable ;
- services postaux ;
- télécommunications.

Selon certains théoriciens (partisans de la notion de « Services publics »), la puissance publique vise uniquement à accomplir le service public puisque ce dernier satisfait l’intérêt général.
Pour Maurice Hauriou, la notion de puissance publique est fondamentale du droit administratif tout comme celle de services publics. Selon lui, le rôle de l’administration ne se réduit pas à l’accomplissement des services publics et l’abus administratif de la puissance publique ne serait que de l’« hérésie du socialisme judiciaire », et cela n’est pas concevable dans un État de Droit.
Pour lui ces deux notions ne sont pas rivales, mais plutôt complémentaires, puisque la puissance publique aide à accomplir les services publics, tandis que le service public a pour objectif l’autolimitation de la puissance publique.